# Galip Balkar
Galip Balkar (Estambul, 30 de enero de 1936-Belgrado, 11 de marzo de 1983) fue un diplomático turco. Fue asesinado por dos armenios armados en 1983 mientras ejercía como embajador turco en Yugoslavia.

## Vida y carrera
Se graduó de la Facultad de Derecho de la Universidad de Ankara. En 1959, se incorpora al Ministerio de Asuntos Exteriores. En 1961, fue nombrado Tercer Secretario del Representante Permanente de Turquía ante la OTAN. Entre 1966 y 1969, fue secretario privado del Presidente Cevdet Sunay. En 1969, fue nombrado Primer Secretario de la Embajada de Londres y durante su mandato, ascendió a Subsecretario de la embajada. 
Tras desempeñarse como Subdirector General y Subjefe de Departamento en el Departamento Conjunto de Seguridad del centro, fue nombrado Primer Subsecretario del Representante Permanente de Turquía ante la OTAN. Fue nombrado Embajador de Turquía en Yugoslavia en 1981.

## Asesinato
Balkar se encontraba en un coche en una calle del centro de Belgrado cerca de su embajada, cuando al detenerse ante un semáforo en rojo, llegaron hombres armenios armados los cuáles abrieron fuego con armas pequeñas. Balkar, de 47 años, y su chófer, Kaya Necet, resultaron heridos. Una bala entró en el hombro de Balkar y salió, mientras que la otra entró en su sien, causándole daño cerebral. Dos agentes de seguridad yugoslavos de la zona los persiguieron y se produjo un intercambio de disparos. Los hombres armados hirieron a uno de los agentes, Slobodan Brajević. Otro disparo dirigido a Brajević rebotó en una pared e hirió levemente a una oficinista, Zorica Solotić.

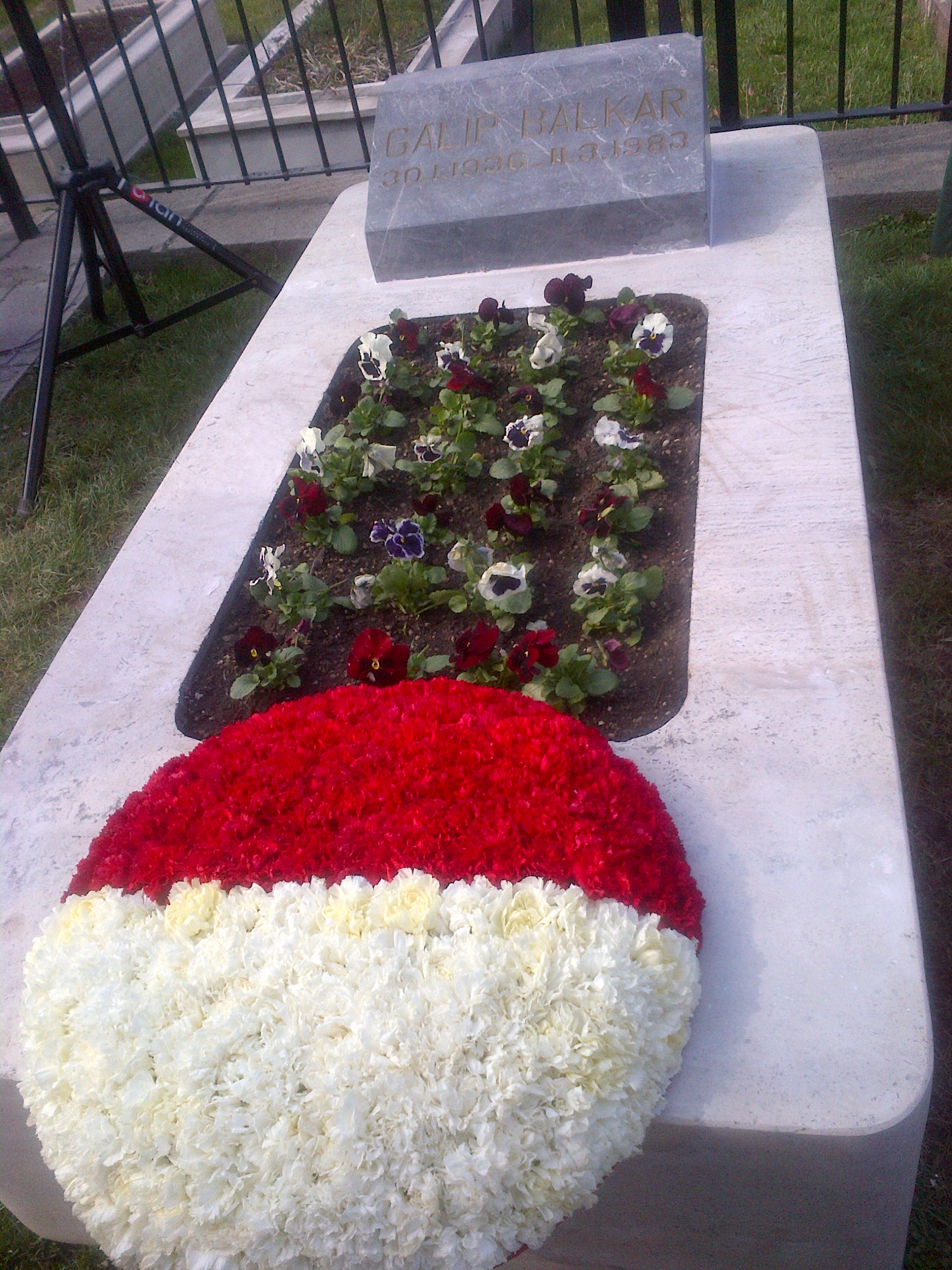
Tumba de Galip Balkar.

Los atacantes fueron arrestados e identificados como Harutyun Krikor Levonian y Alexander Elbekyan. Habían llegado a Yugoslavia desde Beirut entre el 6 y el 7 de marzo y ambos portaban pasaportes libaneses. Levonian, gravemente herido, fue capturado poco después del ataque, y Elbekyan ocho horas después. Ese mismo día, una llamada anónima a Associated Press en Atenas se atribuyó la responsabilidad del ataque en nombre de los Comandos de Justicia del Genocidio Armenio, una organización militante a la que se atribuye al menos una docena de ataques contra objetivos turcos entre 1975 y 1987. Quienes llamaron a otros medios de comunicación en París y Beirut también afirmaron que los Comandos de Justicia habían llevado a cabo el ataque. Los mensajes indicaban que el tiroteo tenía como objetivo llamar la atención mundial sobre lo que el grupo denominó "el problema nacional del pueblo armenio".
Balkar fue llevado al Hospital Clínico Nevrohirvska, donde se lo operó quirúrgicamente, extrayendose la bala alojada en su sien, pero dejó un orificio de tres centímetros en su cerebro, lo que le provocó inflamación y la ruptura de sus vasos sanguíneos, causando su fallecimiento dos días después el 11 de marzo.
Tras el funeral celebrado en Belgrado el 14 de marzo, su cuerpo fue trasladado a Ankara en un avión proporcionado por el gobierno yugoslavo. Tras la ceremonia de estado celebrada al día siguiente, fue enterrado en la parcela de los Mártires de Asuntos Exteriores, en el Cementerio de Cebeci Asri.
Los dos asesinos, fueron condenados a 20 años de prisión cada uno. Sin embargo, Levonian se estableció en Ereván tras cumplir cuatro años, mientras que Elbekian se estableció en Beirut tras cumplir ocho.